# Pavlova Ves
Pavlova Ves je obec na Slovensku, v okrese Liptovský Mikuláš v Žilinském kraji. Nachází se v západní části Liptovské kotliny na úpatí Západních Tater. Žije v ní 281 obyvatel. Území obce je rozděleno na tři nesouvislé části, z nichž severní leží v Tatranském národním parku v Západních Tatrách a jižní část v Liptovské kotlině.

## Historie
První písemná zmínka o vesnici pochází z roku 1400. Ve vsi stojí římskokatolický kostel svatého Petra a Pavla z roku 1932.

## Přírodní poměry
Obcí protéká potok Petruška a v severní části území obce také potok Stará voda (přítok Petrušky), které patří k povodí Váhu. Přímo ve vsi se také nachází vodopád Topľa. Do správního území obce zasahuje část národní přírodní rezervace Suchá dolina